# The Auk

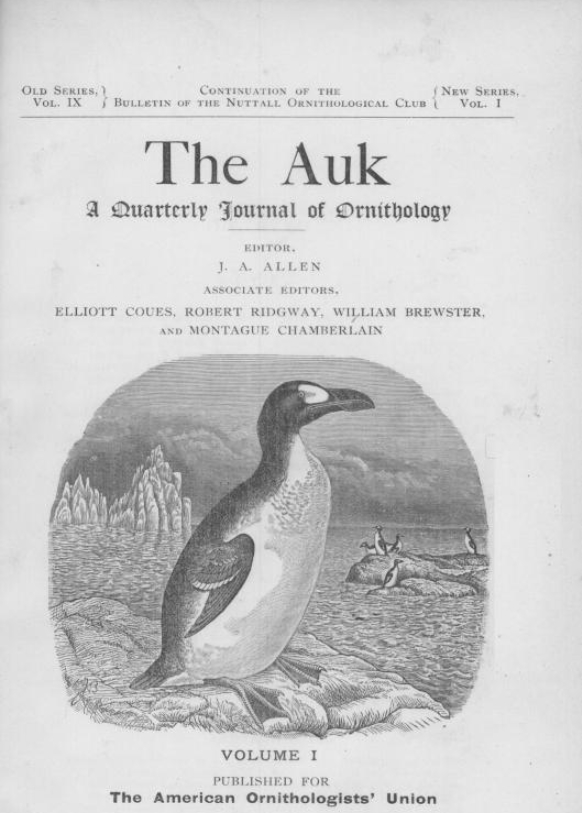
Titelblatt der ersten Ausgabe

The Auk ist eine vierteljährlich erscheinende ornithologische Fachzeitschrift und gleichzeitig das offizielle Organ der American Ornithologists’ Union (AOU). Sie wurde unter diesem Namen 1884 ins Leben gerufen, nachdem es schon seit 1883 acht Ausgaben eines Journals gegeben hatte, das Bulletin of the Nutall Ornithological Club hieß und als dessen Nachfolger The Auk sich verstand. Maßgeblich zur Gründung beigetragen hat Joel Asaph Allen, der auch bis 1912 ihr Herausgeber war. The Auk veröffentlicht wissenschaftliche Aufsätze zu allen Teilbereichen der Ornithologie, etwas fokussiert auf nearktische und neotropische Arten.
Die Vierteljahresschrift erscheint seit 1884 ohne Unterbrechung. Namensgeber und lange Zeit unverändertes Titelbild der Zeitschrift ist der um die Mitte des 19. Jahrhunderts ausgestorbene Riesenalk. Herausgeber der Zeitschrift seit 2008 war die University of California Press. 2018 ging der Titel zur Oxford University Press über. Ab Januar 2021 wurde der Name in Ornithology geändert.